# Гиза (гувернорат)
Гиза је један од 27 гувернората Египта. Заузима површину од 85.153 km². Према попису становништва из 2006. у гувернорату је живело 6.272.57 становника. Главни град је Гиза.

## Становништво
| 2006.    | 2012. (процена) |
| -------- | --------------- |
| 6.272.57 | 6.979.000       |